# 旅愁〜斑鳩にて〜
「旅愁〜斑鳩にて〜」（りょしゅう いがるがにて）は、1977年9月5日発売の布施明のシングル曲である。

## 解説
- 奈良県の斑鳩（生駒郡斑鳩町近辺）をテーマにしたご当地ソングである。
- 同年末の『第28回NHK紅白歌合戦』で歌唱した。
- オリコンチャート上では13.5万枚を記録した[1]。

## 収録曲
1. 旅愁〜斑鳩にて〜
2. 水彩画のような人
  - 両楽曲共、作詞：松本隆、作曲：川口真、編曲：船山基紀